# Philodina amethystina
Philodina amethystina är en hjuldjursart som beskrevs av Bartoš 1951. Philodina amethystina ingår i släktet Philodina och familjen Philodinidae. Inga underarter finns listade i Catalogue of Life.